# 阿伎留神社

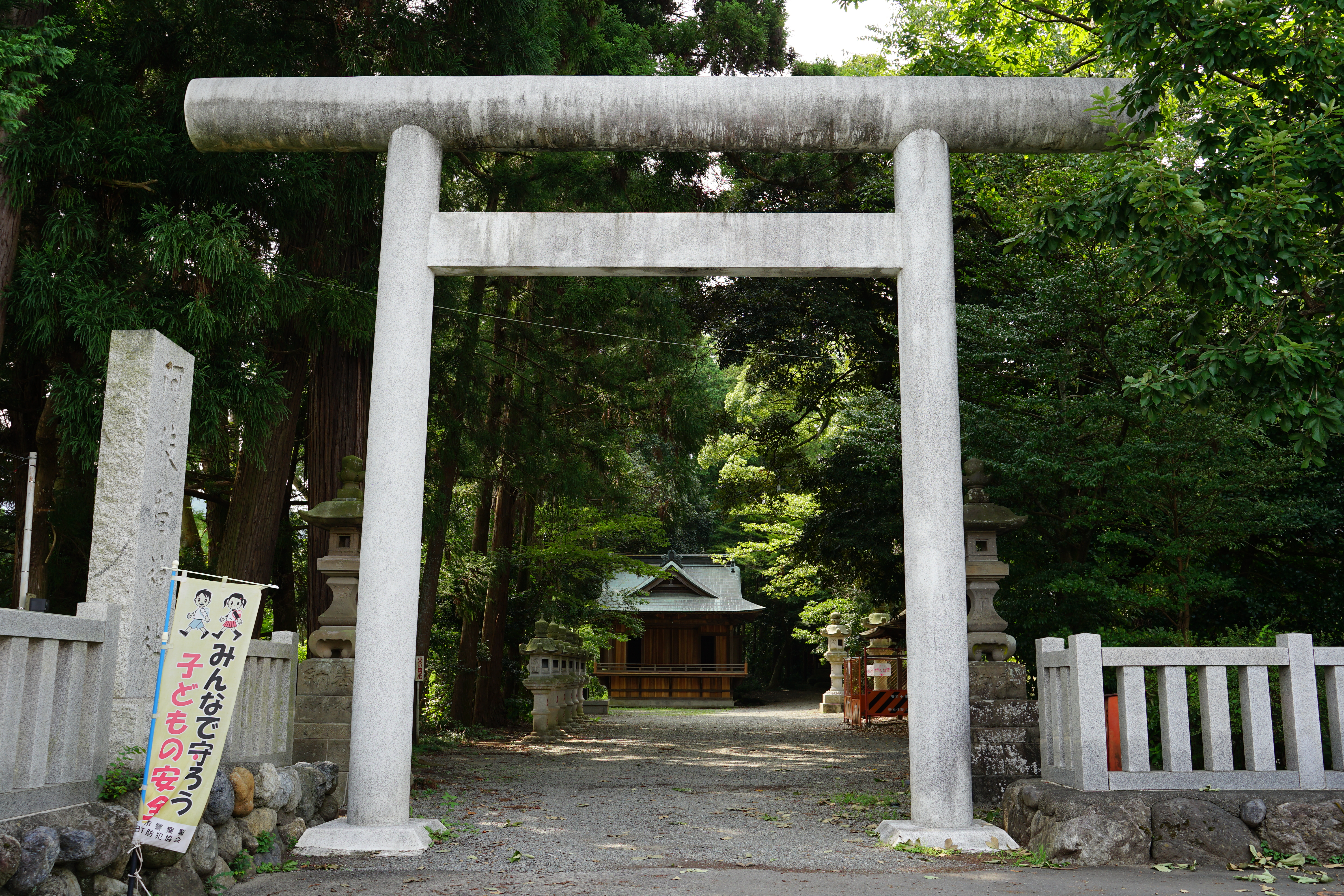
鳥居

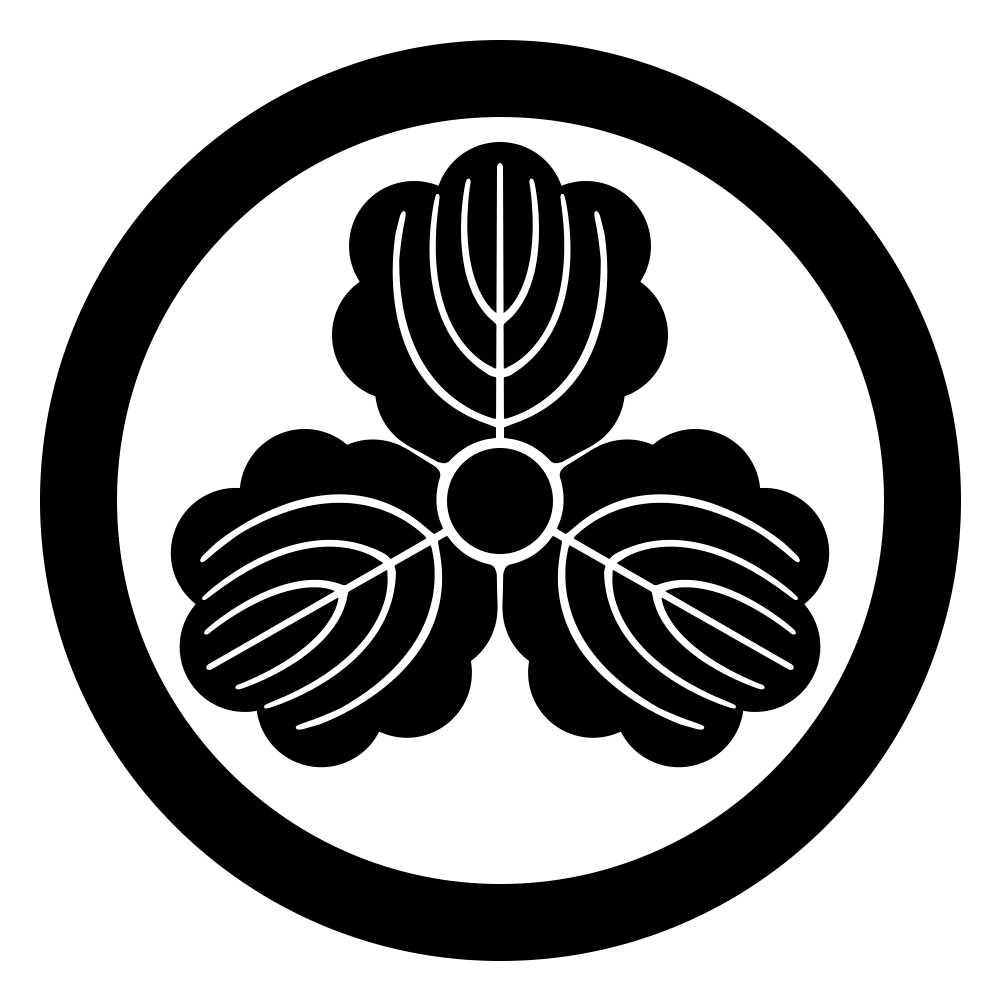
丸に三つ柏 (神紋)

阿伎留神社（あきるじんじゃ）は、東京都あきる野市五日市にある神社。式内社で、旧社格は郷社。

## 概要
『延喜式』神名帳に武蔵国多摩郡8座の筆頭に記載されている、同国著名の古社である。
社名は「阿伎留」「阿伎瑠」「秋留」「畔切」などとも書かれたが、いずれも「あきる」と読んだ。「あきる」は「畔切」を意味し、当地が開拓され始めた頃に祀られた神社とする説もある。また現在の宮司家は創立以来70余代目とされ、初代神主の土師連男塩が氏神を祀ったことに始まるとも考えられている。
天慶3年（940年）鎮守府将軍の藤原秀郷（田原藤太）が大原野明神（京春日）を勧請したことから、中世以降「春日大明神」と称された。また鎮座地により「松原大明神」と称し、通称は「松原さま」といわれた。

## 祭神
祭神は次の4柱。
- 大物主神 （おおものぬしのかみ）
- 味耜高彦根神 （あじすきたかひこねのかみ）
- 建夷鳥神 （たけひなとりのかみ）
- 天児屋根命 （あめのこやねのみこと）

『新編武蔵風土記稿』では味耜高彦根神のみを挙げており、味耜高彦根神が元来の祭神とする説がある。

## 歴史

### 概史
阿伎留神社は秋川の段丘上に鎮座し眼下には水田が広がるが、この一帯の開発を進めた人々によって祭祀が始まったと考えられている。その由来は「あきる（=畔切）」という社名にも指摘される。
『日本三代実録』元慶8年（884年）7月15日条に、正五位下勲六等畔切神に従四位下を授けた旨が記され、以後時代につれて定時の奉幣加階が行われたという。
延長5年（927年）成立の『延喜式』神名帳には武蔵国多磨郡に「阿伎留神社」と記載され、式内社に列している。
鎌倉時代以後は武将の崇敬も篤く、源頼朝・足利尊氏・後北条氏からそれぞれ神領が寄進された。
徳川家康は、江戸入府の翌年天正19年（1591年）11月に、武蔵国多西郡秋留郷松原の内で10石を寄せた。それ以後代々の将軍は、家康の先例に従って、同じ土地を寄進し、その朱印状12通が残されている。
江戸時代には神主は触頭（ふれがしら）をつとめ、触下（ふれした）は秋川流域から小河内にいたり28人。6月、9月の末日を年中二度の大祭と称し、これらの神主が二班に分かれ、阿伎留社頭で武運長久、天下泰平の祈祷が行われた。
明治に入り、明治6年（1873年）12月には近代社格制度において郷社に列格し、のち明治40年（1907年）5月神饌幣帛料供進神社に指定された。戦後昭和29年（1954年）に宗教法人となった。

### 神階
- 元慶8年（884年）7月15日、正五位上勲六等から従四位下勲六等 （『日本三代実録』） - 表記は「畔切神」。

## 境内
社殿は天保元年（1830年）の五日市大火により、末社・神主宅に至るまで一切が灰燼に帰した。そこで幕府に請うて、江戸府中および武蔵国中の勧化許可を受け、資金資材の準備を進めたが、おりから幕末多端の時で社殿造営にまで至らず、永らく仮殿のまま過ごし、明治21年（1888年）11月、ようやく現在の本殿、拝殿が完成する。以後百年にわたって営々努力の結果、大鳥居、神楽殿、神輿殿、社務所、玉垣などが建造され、社頭の整備が進んだ。ただ昭和41年（1966年）9月の台風25号により、杉、檜など大木が百本以上倒れ、昼なお暗かった境内林は半減した。
御旅所は五日市市街地（北緯35度43分42.67秒 東経139度13分23.16秒 / 北緯35.7285194度 東経139.2231000度）に位置する。

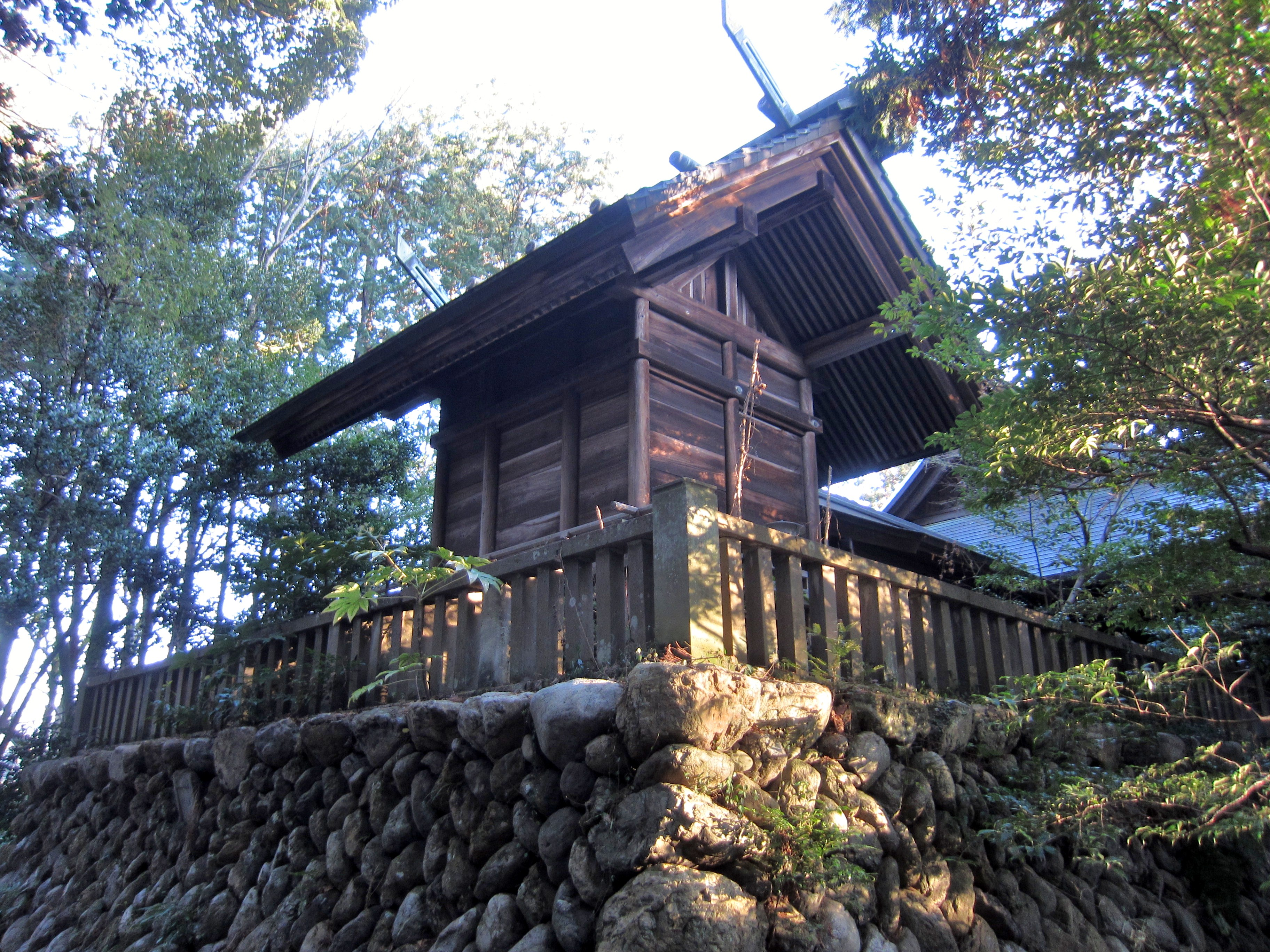
本殿（左後方より）
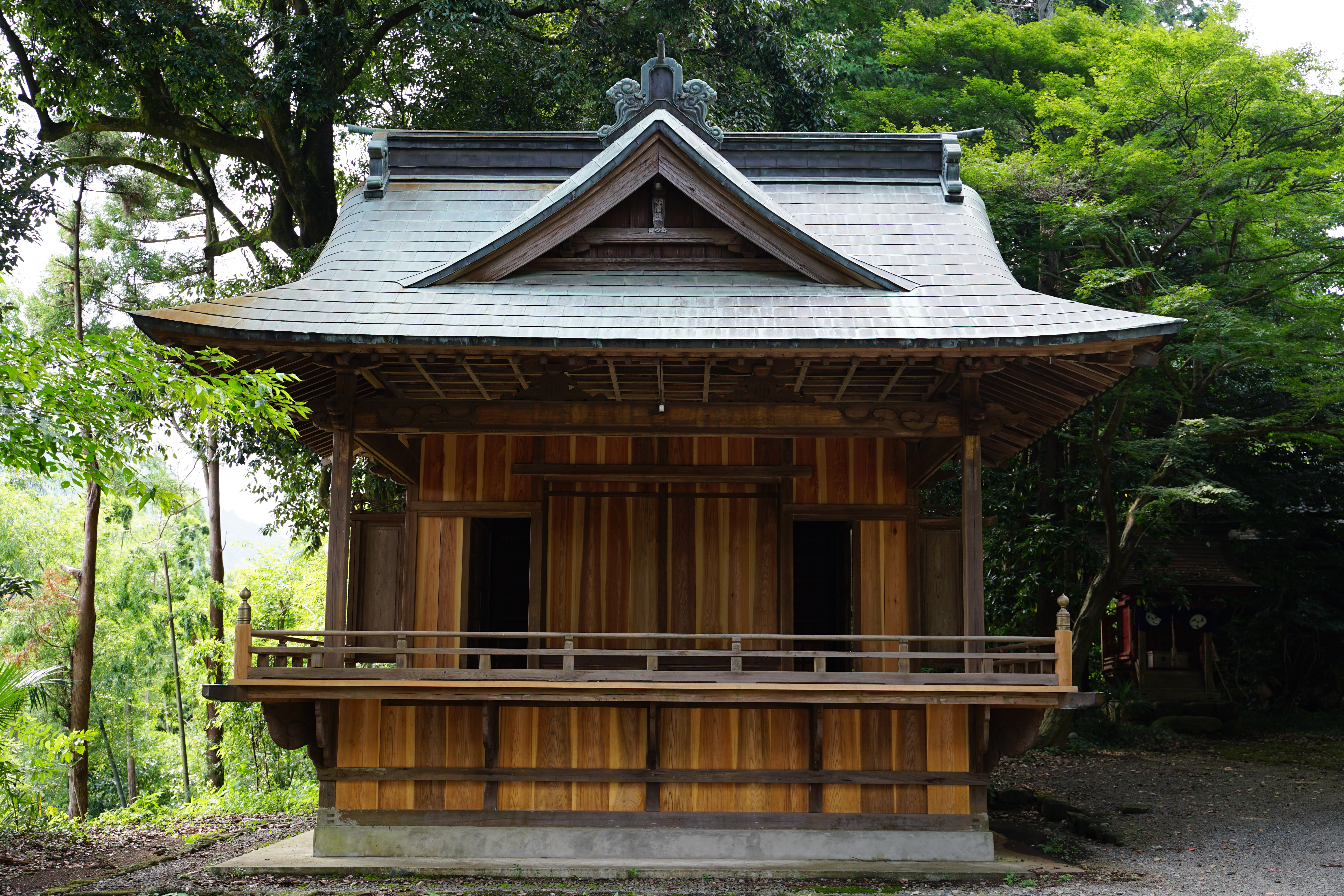
神楽殿
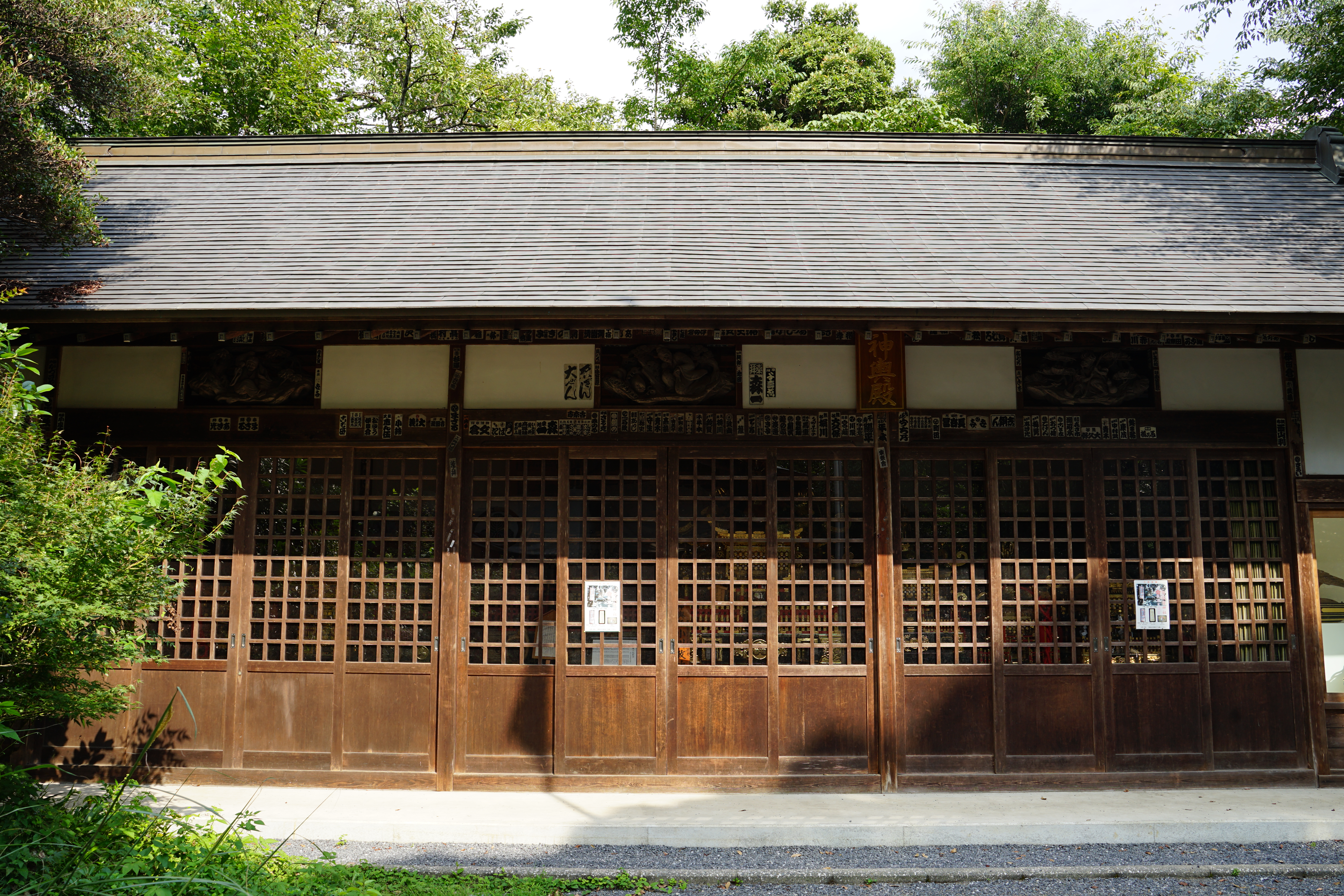
神輿殿

## 摂末社

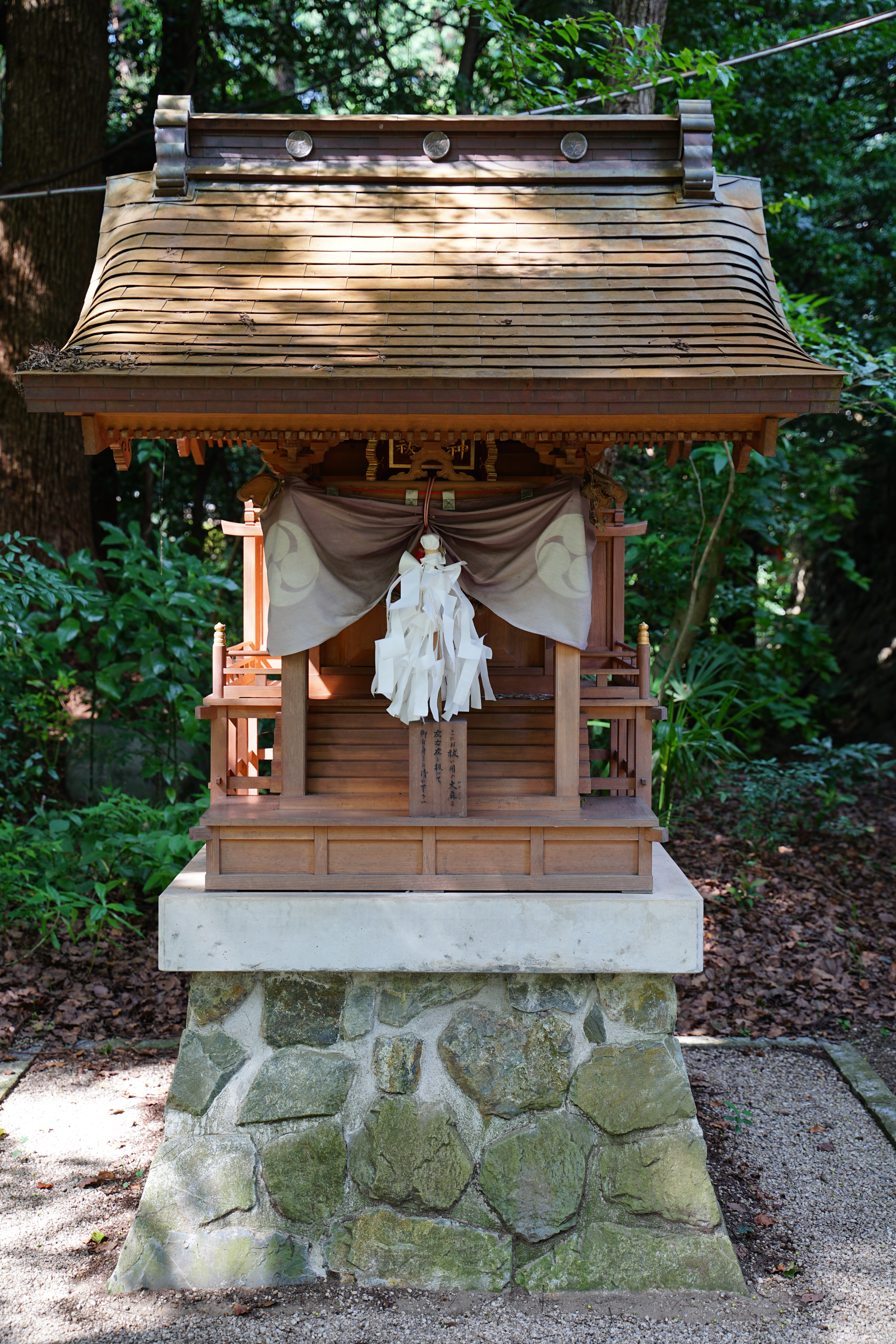
祓戸神社

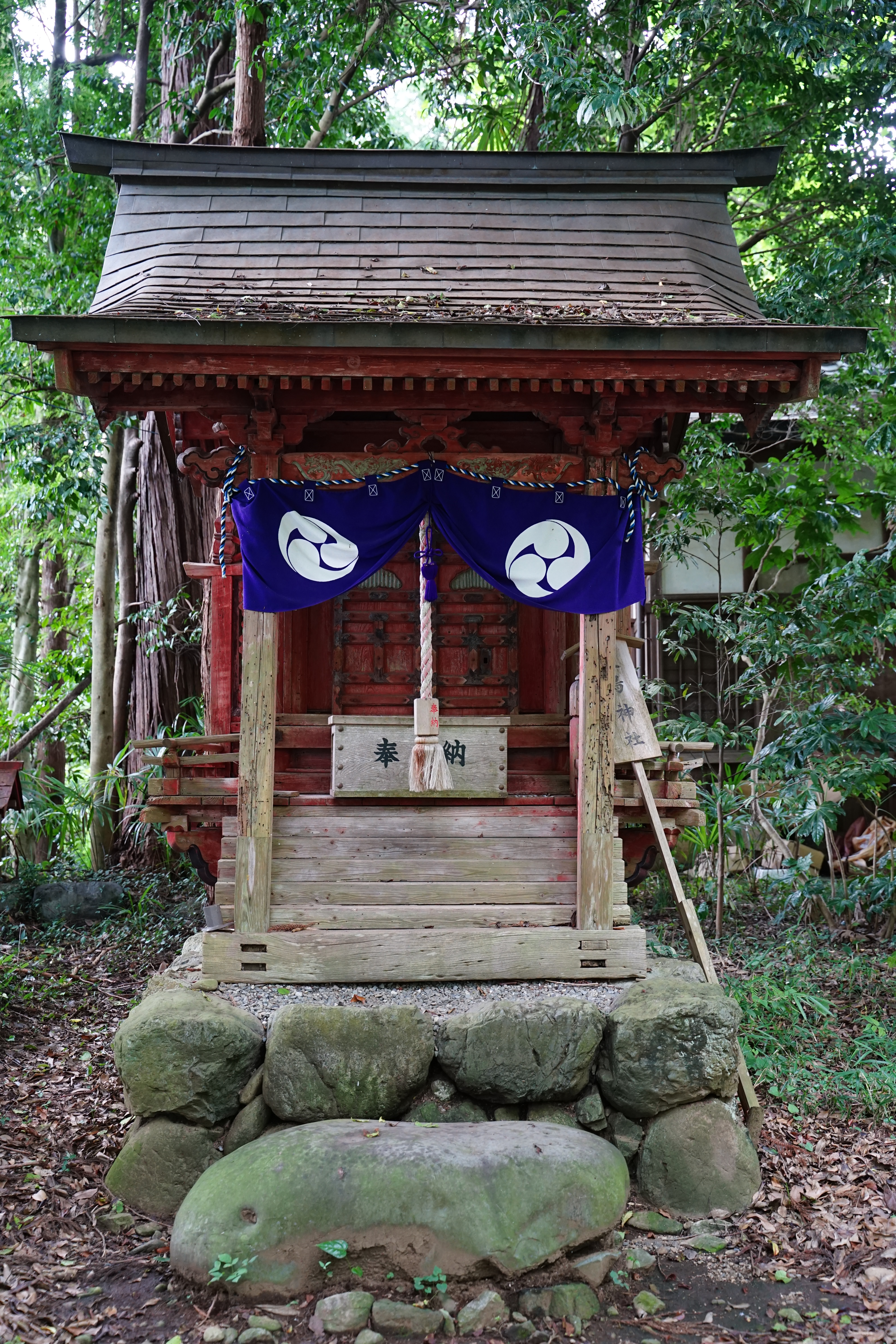
大鳥神社

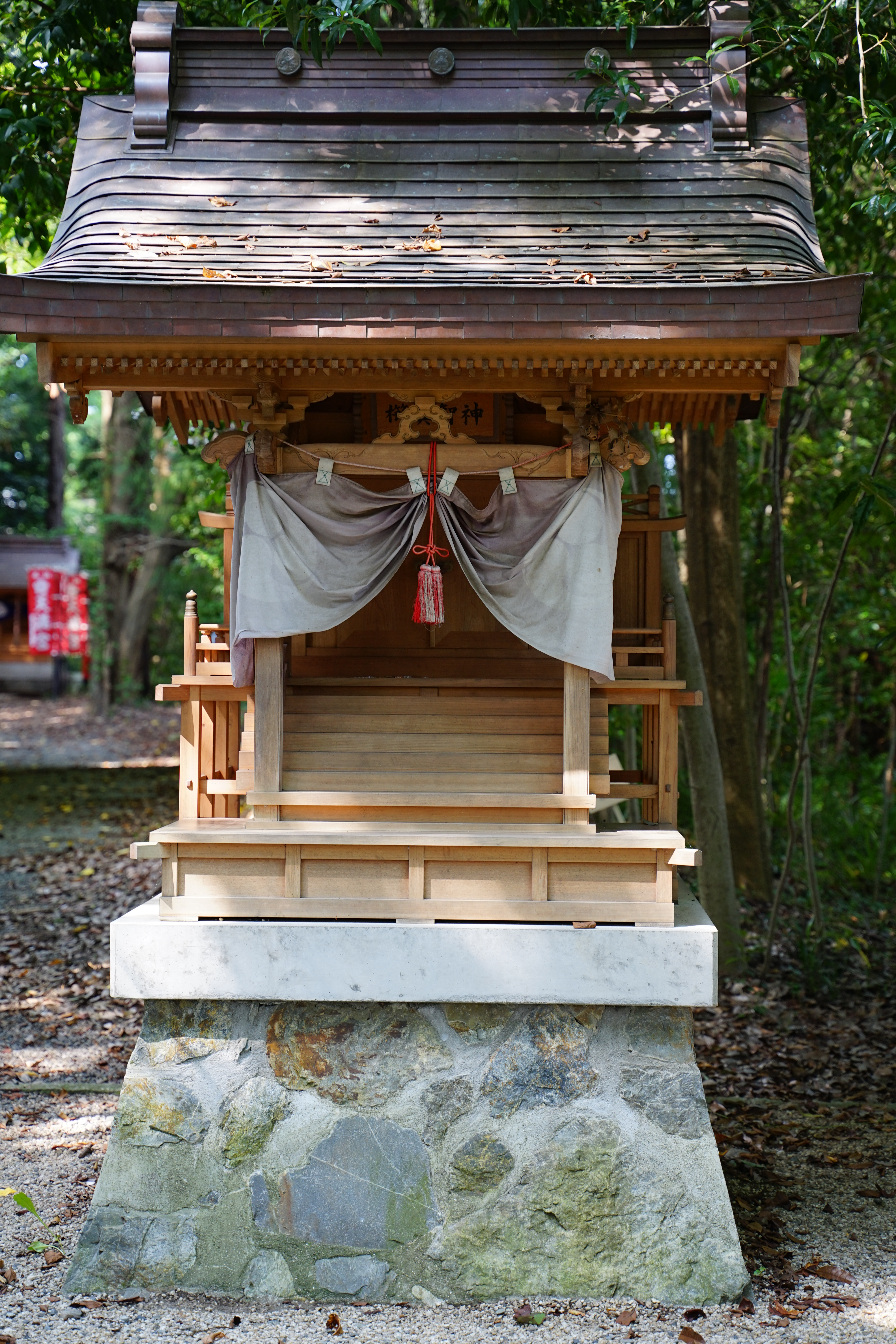
占方神社
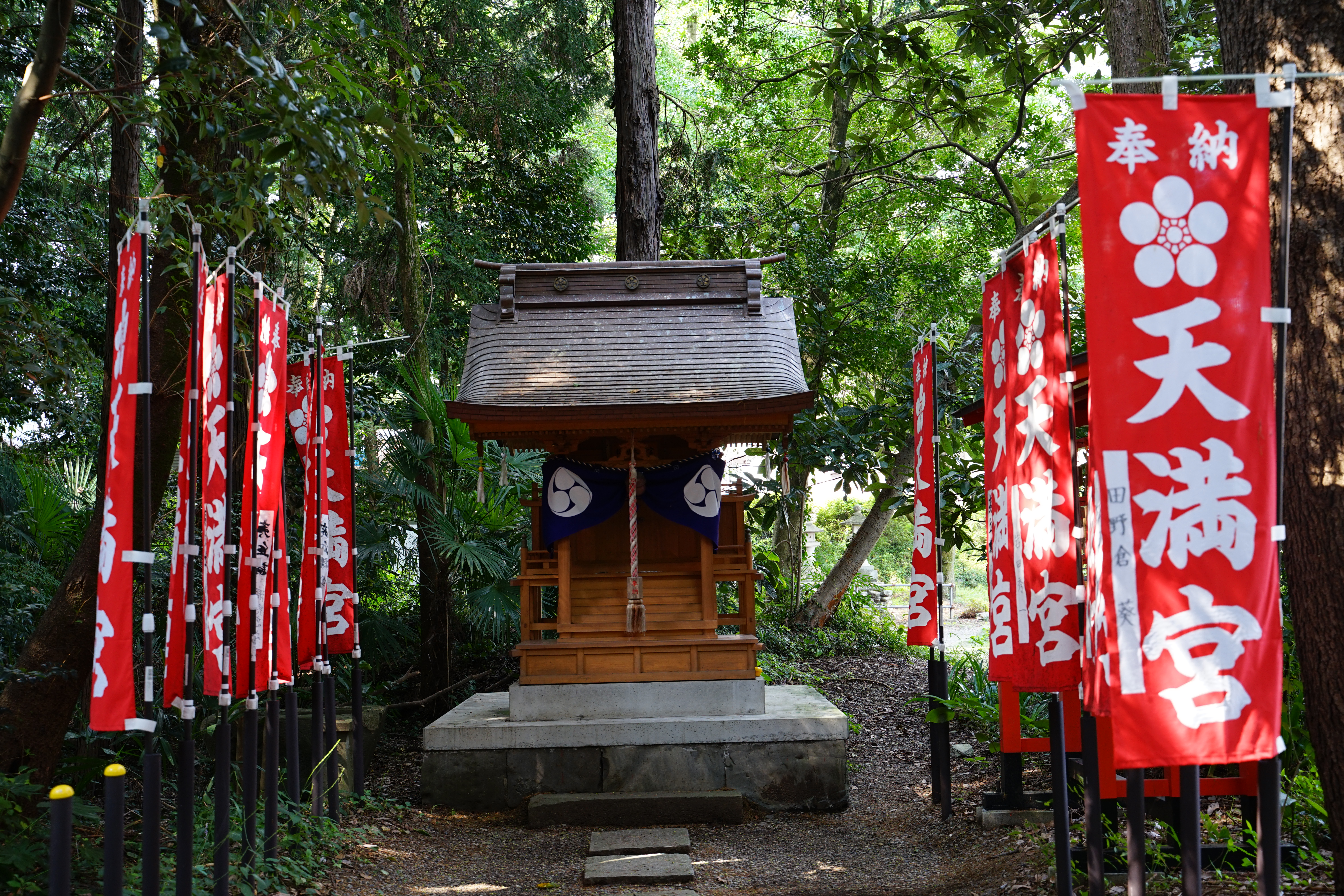
菅原神社
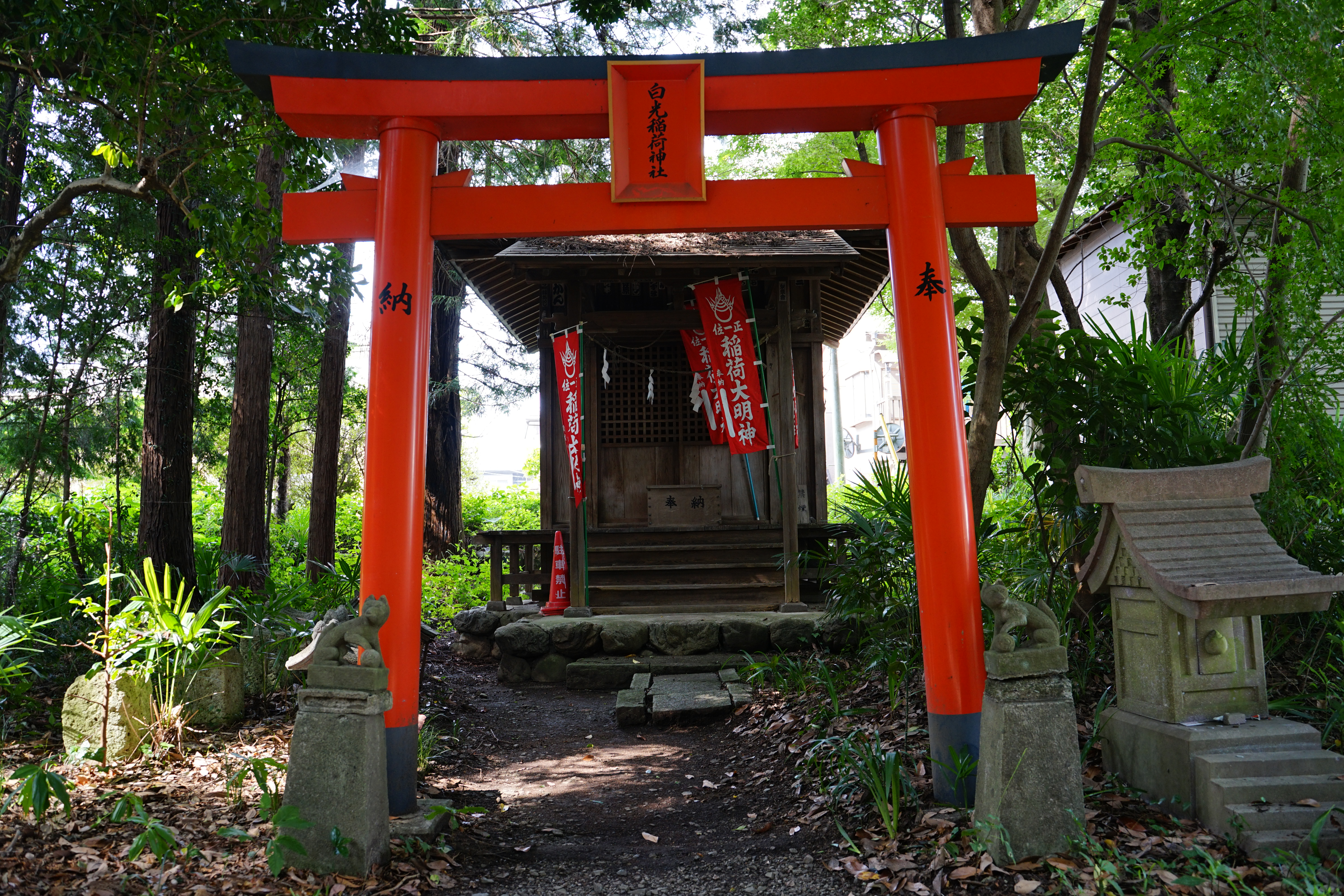
稲荷神社

いずれも末社。このうち、天文年間（1532～1555）に乙津村から遷座してきた若電神社と伊多弓神社は、それぞれ『日本三代実録』貞観6年（864年）7月27日条、貞観6年（865年）12月26日条に記載される「若雷神」「伊多之神」に比定される。
境内末社
- 祓戸神社
（御祭神）瀬織津比売、速開都比売、気吹戸主、速佐須良比売
『このお祓い用の大麻を左右左と振って、御自身をお清めください』という案内板と共に、お祓い用の大麻が配置されている。参拝者自身がここでお祓いをして身を清める。
- 大鳥神社
寿永2年（1183年）に横山時兼が創建した。[4] 天保元年（1830年）12月の五日市大火により焼失、翌年に社殿が再建された。再建時に同じく焼失した若電神社、熊野神社を合祀している。[4]
（祭神）思兼神[4]
（配祀）大名持神、事代主神[4]
（合祀）加茂別雷神[4] - 若電神社の祭神
- 菅原神社
小川神社、倭建命神社を合祀
- 占方神社
（祭神）櫛真智命[4] - 卜占の神
- 6社合祭（日枝神社・伊多弓神社・松尾神社・平野神社・庭津日神社・国造社）
日枝神社、松尾神社（祭神）大山咋神 - 山の神
伊多弓神社（祭神）五十猛命 - 林業の神
庭津日神社（祭神）庭津日神 - 屋敷の守護神

- 4社合祭（稲荷神社・松原稲荷神社・白光稲荷神社・福穂稲荷神社）

境外末社
- 琴平神社 - 入野峰山頂に鎮座（北緯35度44分09.75秒 東経139度12分27.75秒 / 北緯35.7360417度 東経139.2077083度）
- 熊野神社 - 中入野熊野山に鎮座（北緯35度43分55.85秒 東経139度13分17.89秒 / 北緯35.7321806度 東経139.2216361度）

- 占方神社
- 菅原神社
- 稲荷神社

## 祭事

### 年間祭事

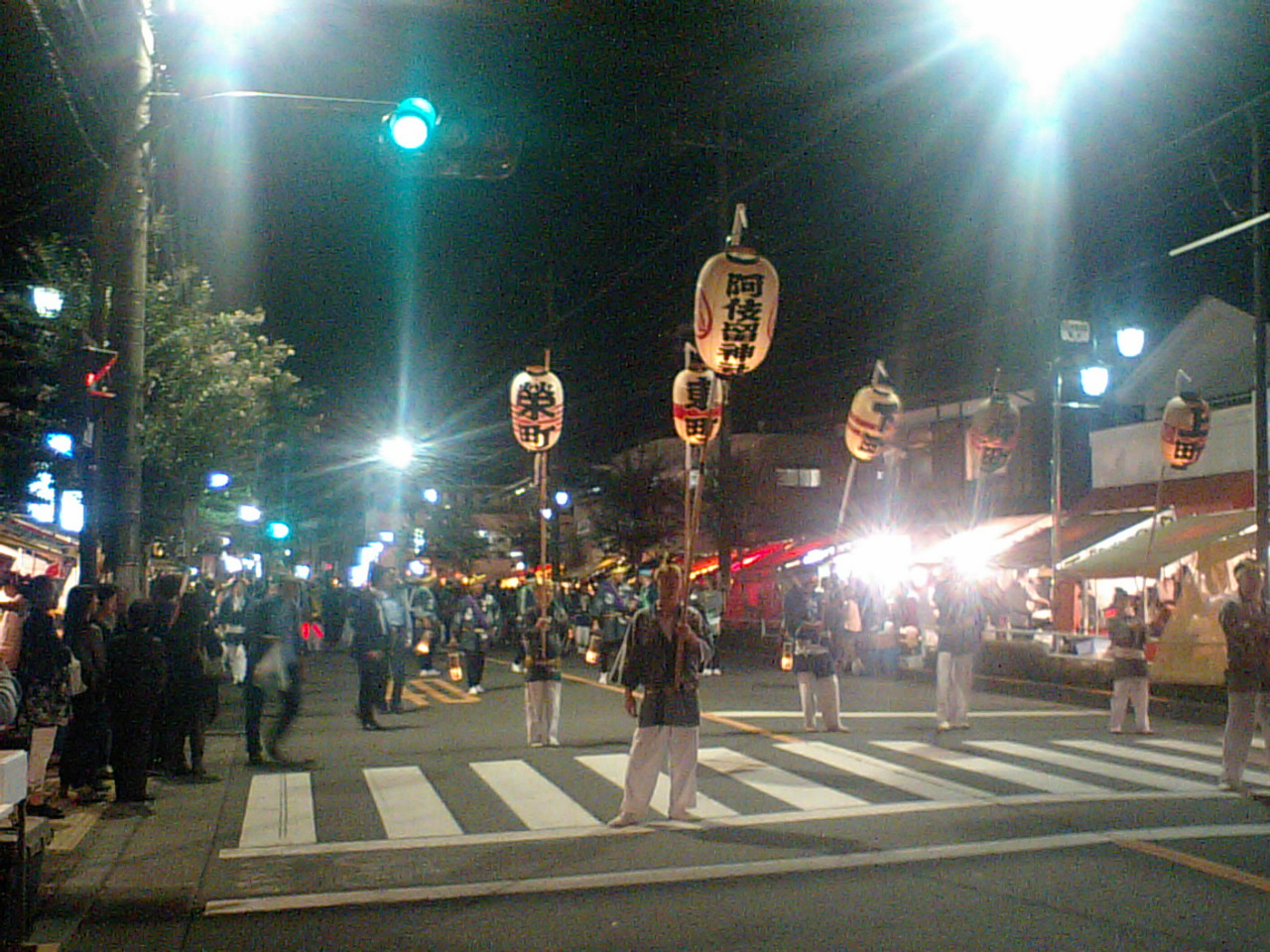
例大祭

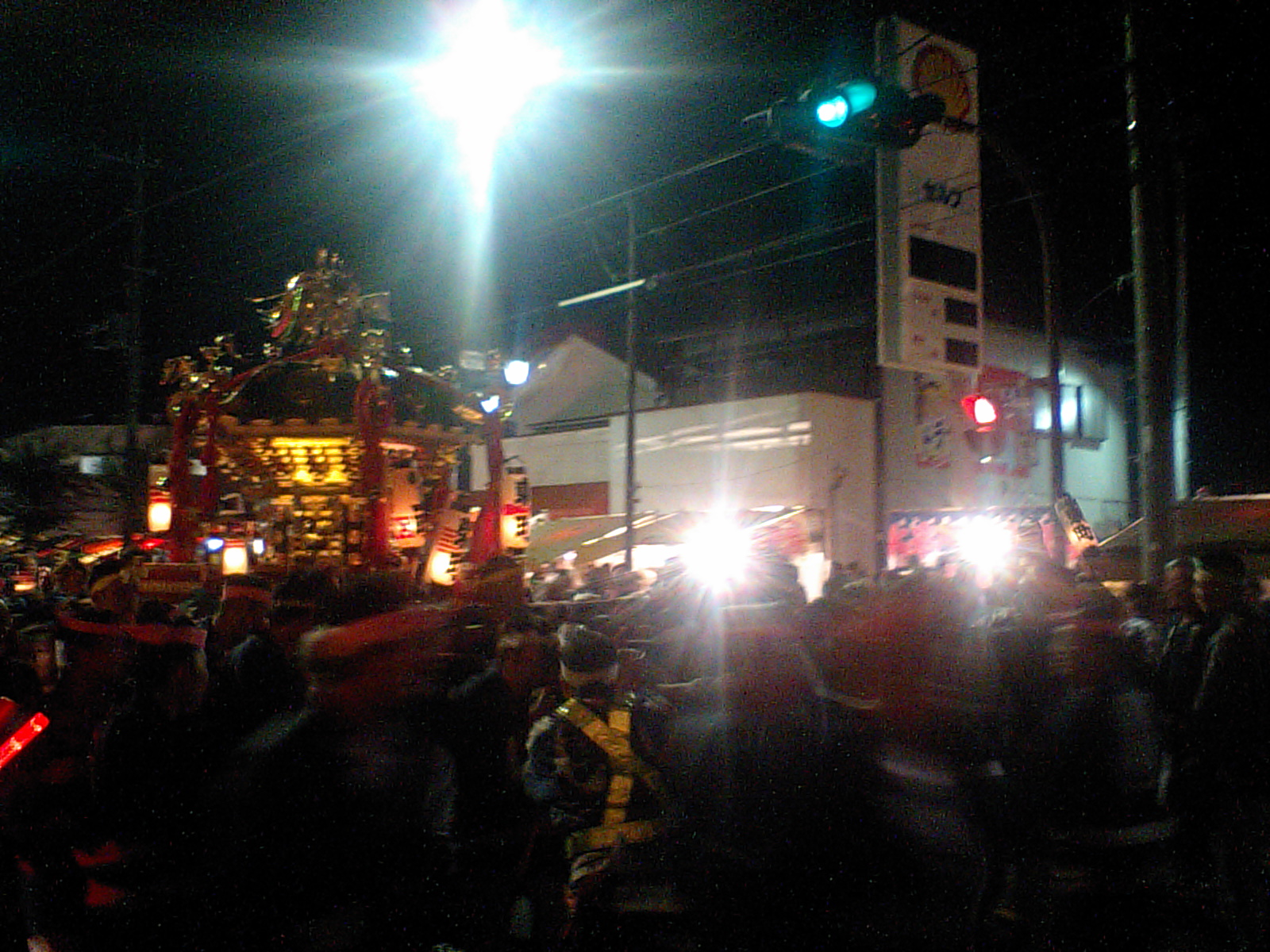
六角神輿

- 1月
  - 元旦祭 （1月1日）
  - 古札焼納祭 （1月15日）
- 2月
  - 節分祭 （節分の日）
  - 初午祭 （2月初午の日）
  - 祈年祭 （2月22日）
- 4月
  - 山王祭 （4月10日）
- 5月
  - 琴平際、熊野祭 （5月5日）
- 6月
  - 水無月大祓 （6月30日）
- 9月
  - 例大祭 （9月28日）
  - 神幸祭 （9月29日）
  - 神幸祭 （9月30日）
- 11月
  - 大鳥祭 （11月酉の日）
  - 七五三祭 （11月15日）
  - 新嘗祭 （11月23日）
- 12月
  - 大祓 （12月31日）

### 例大祭
9月28日-30日に行われる例大祭は、別名「五日市祭」と称される。屋根と胴は珍しい六角形で天保年中に制作された約600キログラムの「六角神輿」 が先頭となり、そのあとに中神輿、さらには各町内の神輿が連らなり街を練り歩く。またこの露払いとして五日市入野獅子舞が奉納され、檜原街道には多数の夜店が立ちならぶ。なお例大祭の日付が曜日によって変わることはない。

## 文化財

### あきる野市指定文化財
- 有形文化財
  - 年中十二祭神事絵巻（絵画）[5]
狩野谿運（けいうん）久信筆の美しく彩色された絵巻物で、江戸末期の作。当社で古くから行なわれていた月毎の祭事が描かれており、当時の年中神事がうかがえる。昭和44年7月10日指定。
  - 懸仏（かけぼとけ）台盤（工芸品）[5]
この懸仏は中央の仏体が失なわれ、台盤（径30cm）のみである。裏面に陰刻された「武蔵国秋留神社小塩村松原大明神之御本躰、建武五年（1338年）二月一日沙弥本願敬白」の文字は地域の希少な中世資料である。昭和44年7月10日指定。
  - 武州南一揆文書 6通（古文書）[5]
武州南一揆は南武蔵の在郷武士団で、その有力集団が秋川流域にあり、15世紀を中心に活躍した。当社には6通の関係文書があり、中でも、應永24年（1417年）関東公方足利持氏の下した恩賞状は資料価値が高い。昭和44年7月10日指定。

## 現地情報
所在地
- 東京都あきる野市五日市1081

交通アクセス
- 鉄道：東日本旅客鉄道（JR東日本）五日市線 武蔵五日市駅 （徒歩約15分）

## 参考
- 境内説明板
- 『日本歴史地名大系 東京都の地名』（平凡社）あきる野市 阿伎留神社
- “阿伎留神社【松原さま】”.   東京都神社庁. 2020年7月11日閲覧。
- 「五日市村 阿伎瑠神社」『新編武蔵風土記稿』 巻ノ110上多磨郡ノ22上、内務省地理局、1884年6月。NDLJP:763992/106。
- “あきる野市内の指定文化財・登録有形文化財一覧”. あきる野市 (2015年8月13日). 2020年7月11日閲覧。